# Avenue de Clichy
Ne doit pas être confondu avec Boulevard de Clichy ou Rue de Clichy.
L'avenue de Clichy est une avenue parisienne des 17e et 18e arrondissements.

## Situation et accès

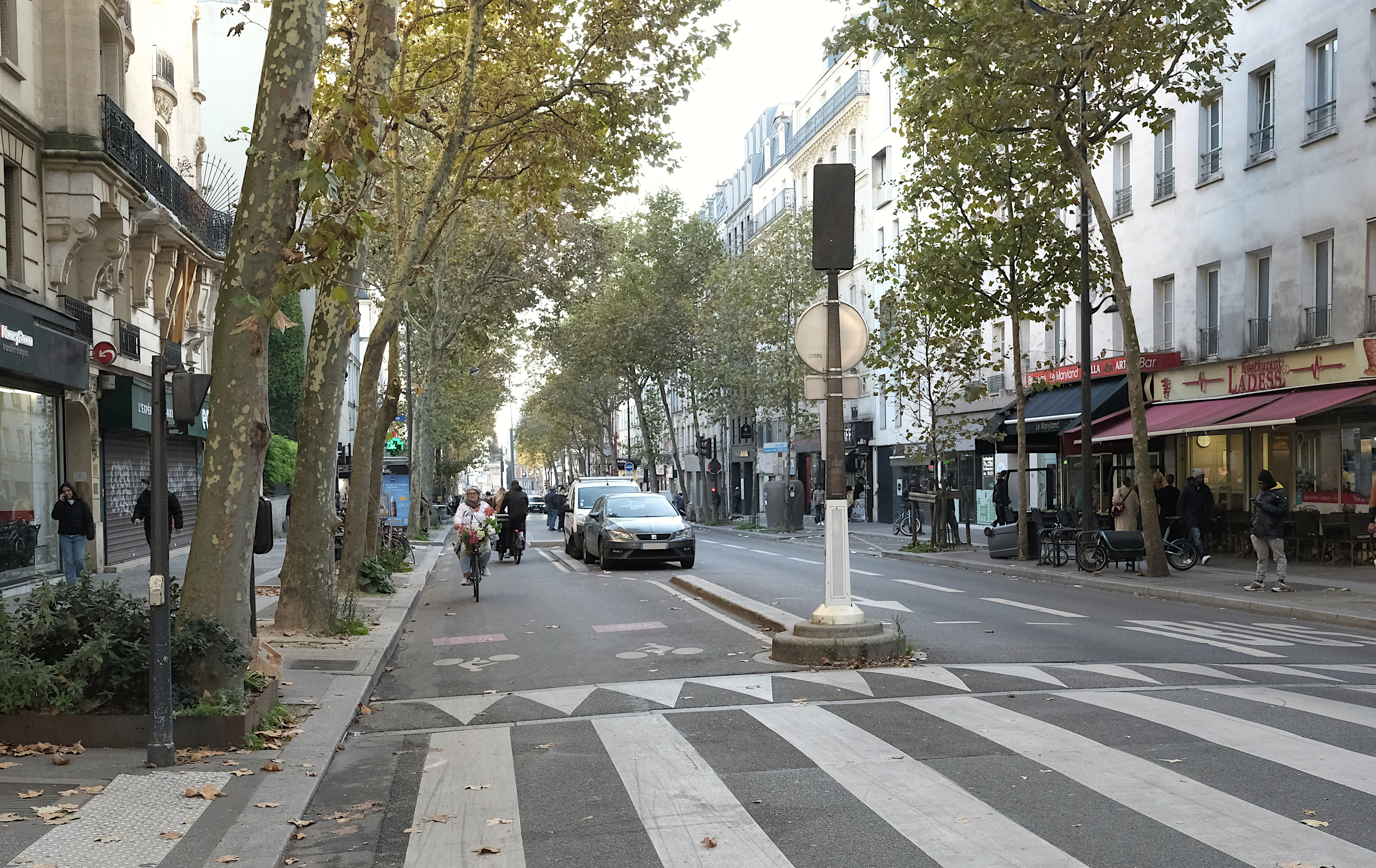
L'avenue à proximité de la place de Clichy (2024).

Longue d'environ 1,5 kilomètre, cette voie relie la place de Clichy à la porte de Clichy.

## Origine du nom
Cette avenue doit son nom à la ville de Clichy à laquelle elle mène.

## Historique
Indiquée sur le plan de Deharme de 1763, elle s'appelait précédemment :
- « chemin de Clichy » ;
- « grande rue des Batignolles » (RD no 13) entre la place de Clichy et l'avenue de Saint-Ouen ;
- « avenue de Clichy » entre l'avenue de Saint-Ouen et le boulevard Berthier (RD no 14).

À la fin de l'avenue se trouve l'ancienne gare de l'avenue de Clichy sur la ligne de Petite Ceinture, devenue la gare de la Porte de Clichy de la ligne C du RER.
L'avenue a une forte chalandise liée à l'importance de son tissu commercial ; la majeure partie des commerces (40 %) est consacrée aux vêtements. C'est la quatrième plus importante avenue de Paris par le chiffre d'affaires généré[réf. nécessaire].
En 2013, la partie entre la place de Clichy et l'avenue de Saint-Ouen est réaménagée en zone 30.
En 2015, sur les terrains situés entre le boulevard de Douaumont (parallèle au boulevard périphérique), le boulevard Berthier et s'étendant jusqu'aux voies ferrées du réseau Saint-Lazare, a été construite la tour du palais de justice qui est accueille les nouveaux locaux du tribunal de grande instance parisien, ainsi que ceux de la direction régionale de la police judiciaire. Ces deux institutions se trouvant précédemment sur l'île de la Cité : l'un au palais de justice de la capitale, l'autre au 36, quai des Orfèvres,.
Une partie de la voie délimite la ZAC Clichy-Batignolles

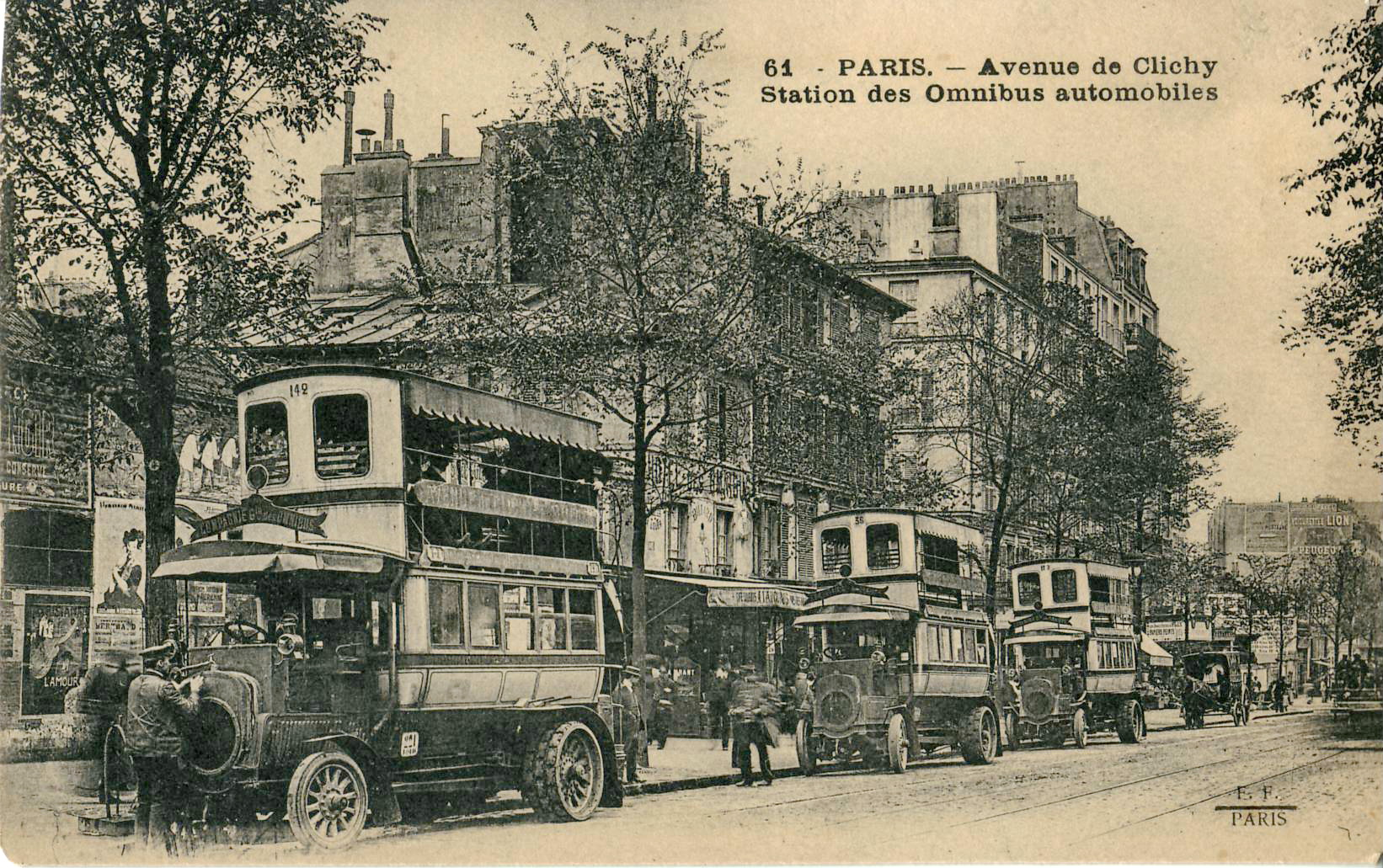
L'avenue, avant la Première Guerre mondiale, au temps des bus à impériale de la Compagnie générale des omnibus.
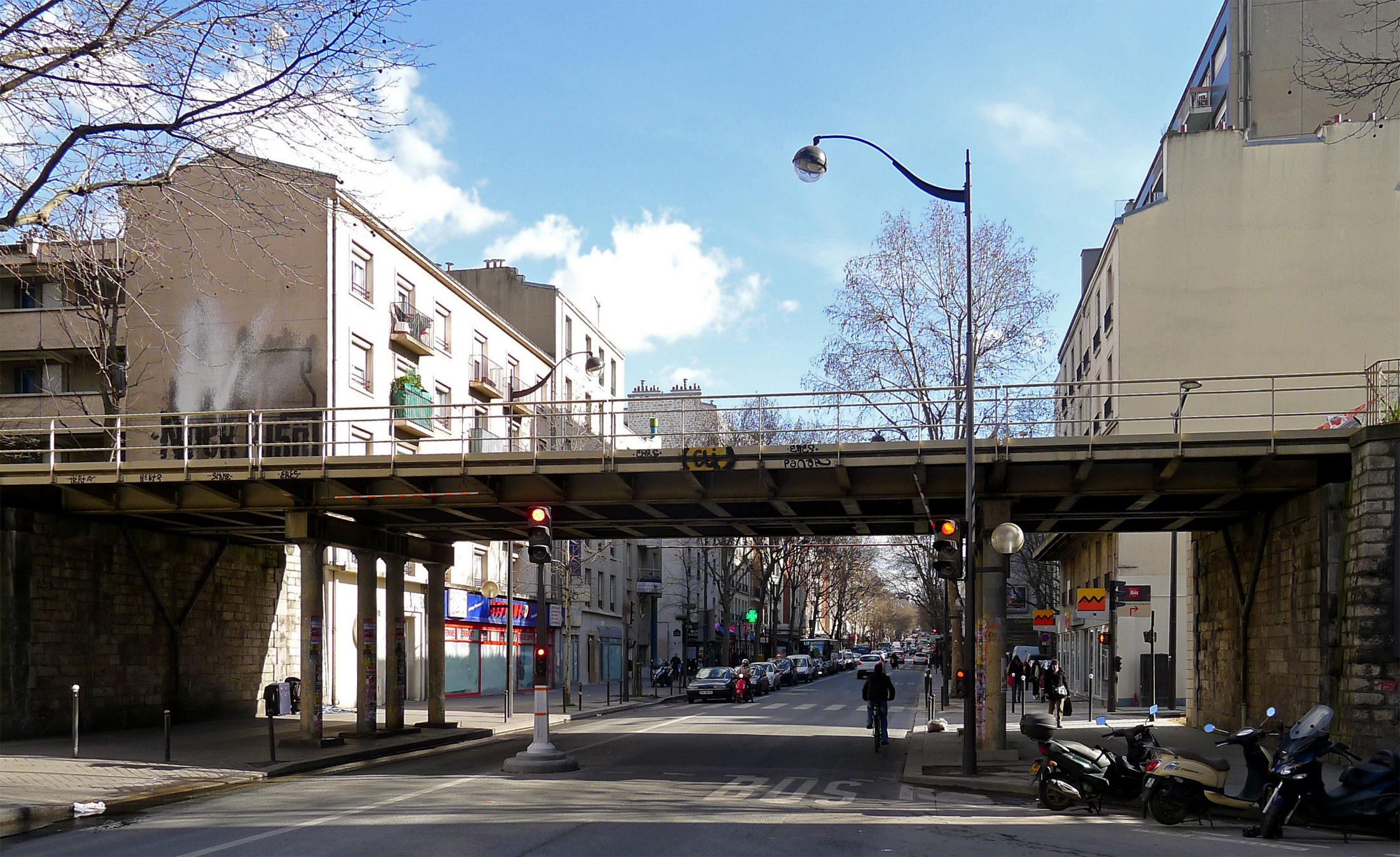
Pont de la ligne de Petite Ceinture franchissant l'avenue de Clichy.
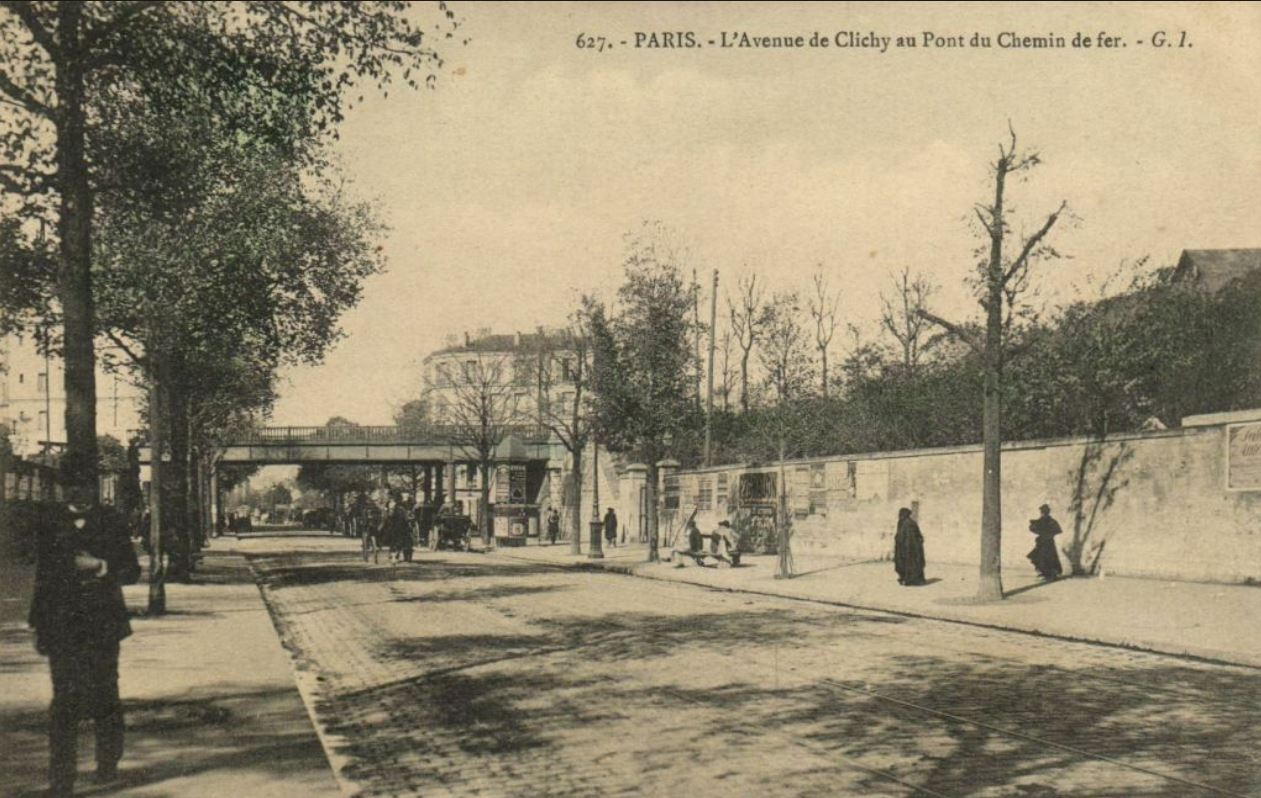
L'avenue de Clichy au pont du Chemin de fer.

## Bâtiments remarquables et lieux de mémoire
- No 1 (et 7-11, place de Clichy) : immeuble de style « paquebot » construit par l’architecte Michel Roux-Spitz[6] en 1930[7].
- No 3 : s'y trouvait La Taverne de Paris, société de dessinateurs humoristiques : Jules Chéret, Jean-Louis Forain, Jules Grün, Hansi, Charles Léandre, Lucien Métivet, Théophile Alexandre Steinlen.
- No 4 : entrée du passage Lathuille.
- No 6 : célèbre en 1815, le restaurant Boivin était fréquenté par les impressionnistes.
- No 7 : le restaurant Chez le père Lathuille, puis le café-concert Le Kursaal où se produisirent Lucienne Boyer, Maurice Chevalier, René Dorin, Fréhel, Berthe Sylva, de 1907 à 1927.
Cinéma des Cinéastes.
- No 8 : salle de boxe, occupée par le Premierland, de Philippe Roth et Émile Maitrot, en novembre 1911[8], puis occupée par le « Ring de Paris ».
- No 9 : Café Guerbois. Émile Zola, dans son roman, L'Œuvre, baptise cet estaminet le Café Baudequin.
- No 11 : boutique du marchand de couleurs pour peintres, ami et fournisseur d'Édouard Manet : M. Hennequin. Maison fondée en 1830, et toujours existante en 2014.
- No 20 : atelier du peintre Paul Signac. Georges Seurat y réunissait son groupe les lundis entre 1889 et 1891.
- No 30 : atelier de Léon Bonnat. En ce lieu se trouvait l'atelier du premier professeur d'Henri de Toulouse-Lautrec.
- No 24 ou 32? : entrée de l'impasse des Deux-Néthes, ensemble d'anciennes maisons ouvrières avec ses pavés anciens. Bordée par un square.
- Nos 36 et 38 : immeuble de 1906 réalisé par l'architecte Georges Farcy.

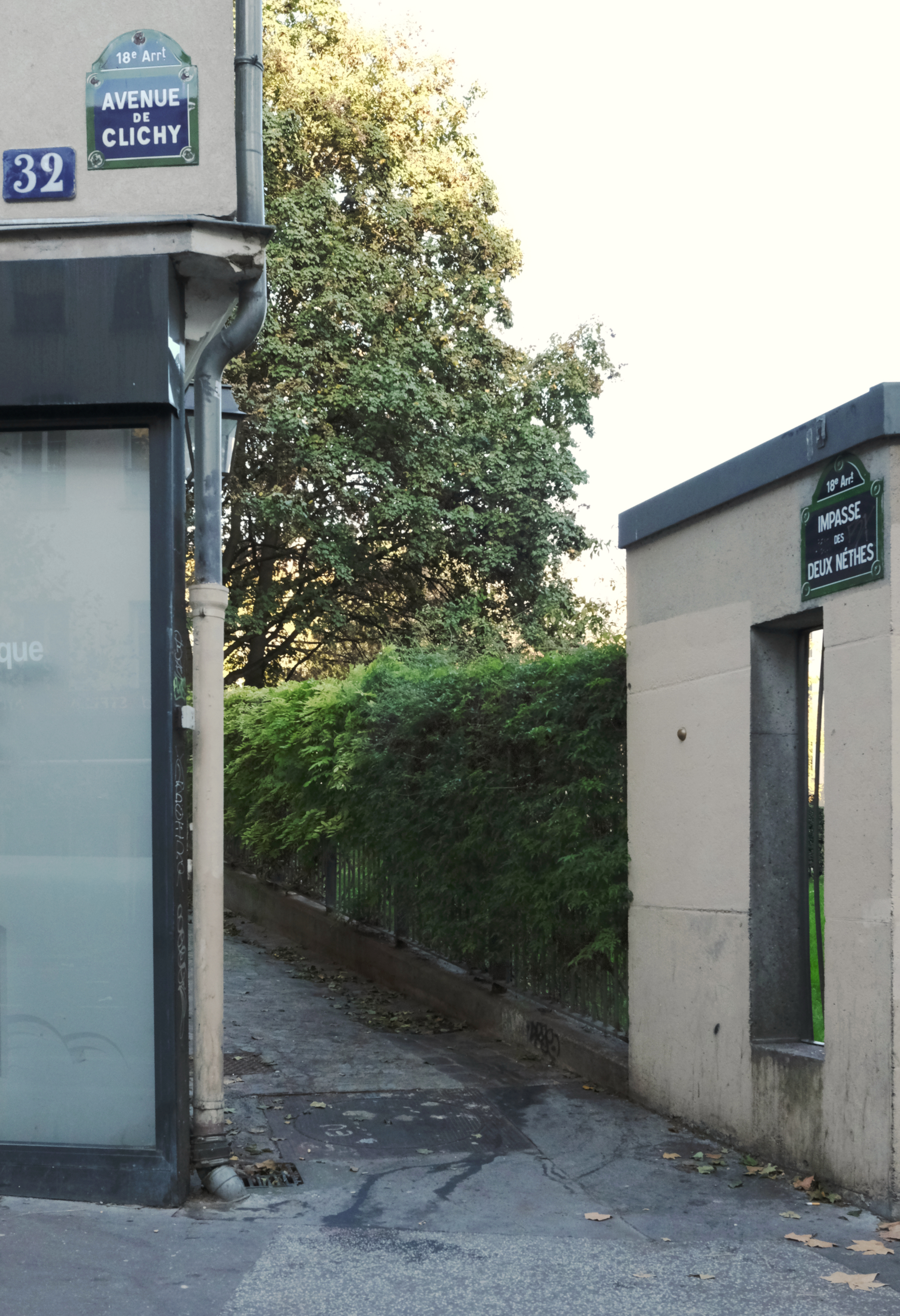
N°32 : entrée de l'impasse des deux-Néthes.
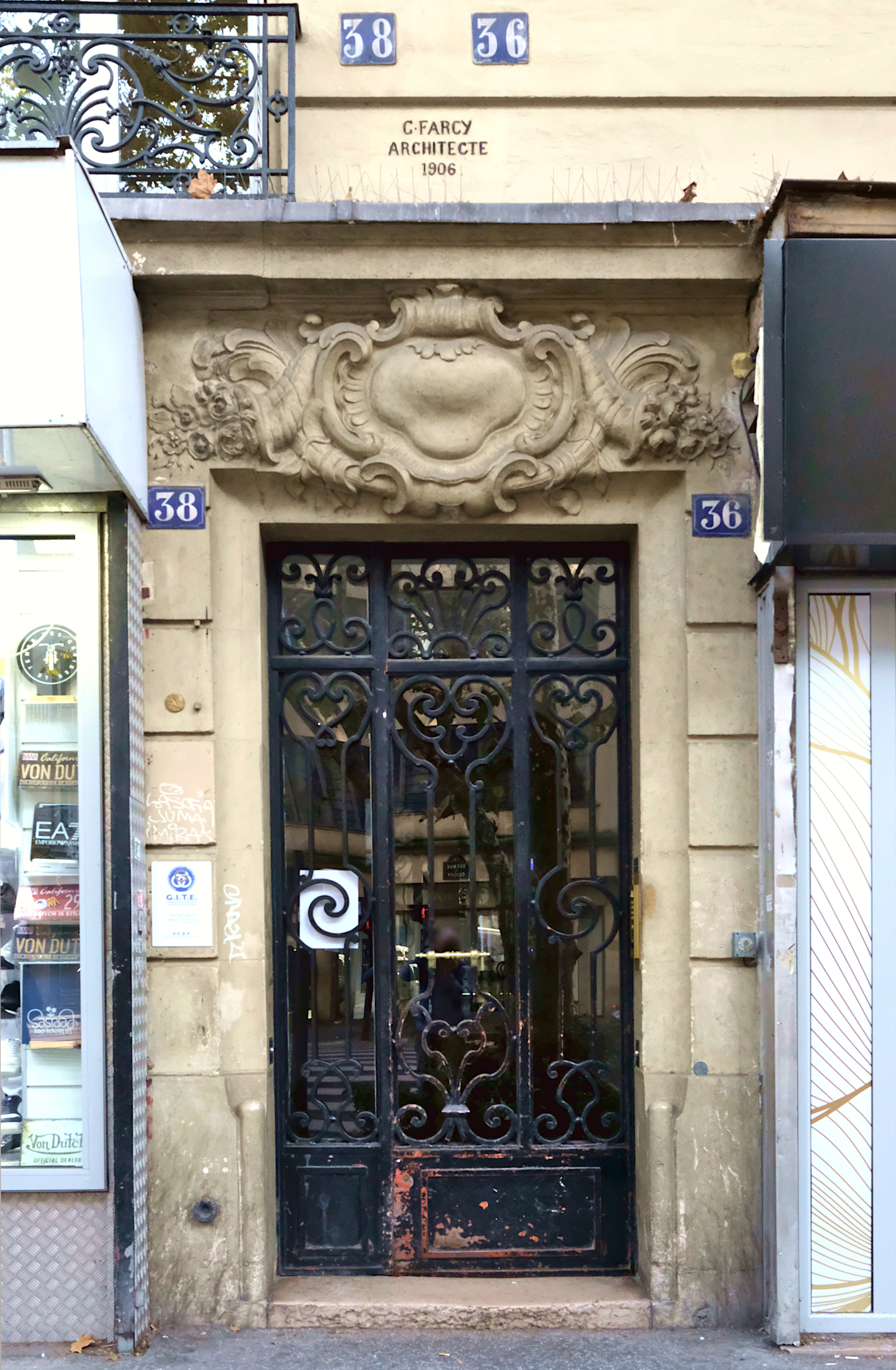
Immeuble n°36 et 38 de Georges Farcy.

- No 43 : emplacement de la dernière barricade du 17e arrondissement de Paris, le 23 mai 1871. Emplacement du restaurant Le Grand Bouillon, où Van Gogh organisa en 1887 une exposition avec un de ses Tournesols.
- No 47 : cour Saint-Pierre, passage typique, avec sol pavé, ateliers et immeubles bas couverts de végétation.
- No 50 : en 1814 s'y trouvait une guinguette où le général Moncey établit son quartier général. Le 8 mars 1890, les lieux deviennent un théâtre d'opérettes, puis change de nom et devient L'Alhambra, puis est rebaptisé le 30 octobre 1891 théâtre Moncey, du nom du général qui occupait le terrain en 1814.
- No 52 : la féministe Maria Deraismes y résida[9]. Un monument en sa mémoire, œuvre de Louis-Ernest Barrias, est érigé au square des Épinettes, à proximité de l’avenue.
- No 58 : la villa des Platanes. Il s'agit d'une vaste cour à laquelle on accède par un portail en fer forgé et un porche de style néo-Renaissance. Au fond, un escalier en fer à cheval donne accès à la résidence, majestueuse bâtisse XIXe siècle en pierres et briques.
- No 62 : l'écrivain Léon Frapié (1863-1949) y logeait.
- No 76 : ancienne salle de cinéma, ouverte en 1908 sous le nom de Pathé-Clichy, du circuit Cinéma-Exploitation. De 34,50 mètres sur 20, dépourvue de balcon, elle a une capacité de 1208 places. En 1909-1910, elle est réaménagée pour accueillir l'éphémère café-concert Chanteclair puis redevient un cinéma sous ce même nom. En 1935, elle est renommée Gaîté-Clichy. Le bâtiment est entièrement reconstruit en 1955 et peut accueillir 1000 personnes. Il ferme en 1974 et est remplacé par un magasin. Un jardin se trouve à l'arrière du bâtiment[10].
- No 92 : en 1867, l'écrivain Émile Zola habite à cet endroit.
- No 142 : se trouvait l'usine à gaz des Batignolles, fermée à la fin du XIXe siècle.
- No 154 : la cité des Fleurs, voie privée.
- Nos 176-178 : la Société de construction des Batignolles fondée par Ernest Goüin y eut ses ateliers.
- No 190 : emplacement de la gare de l'avenue de Clichy, sur l'ancienne ligne de Petite Ceinture.

Le bas de l’avenue comprend plusieurs cinémas, comme le Pathé Wepler ou le Cinéma des cinéastes.

## Dans les arts

### Peinture
Les peintres impressionnistes ont longtemps habité les environs de l’avenue de Clichy, en particulier le Groupe des Batignolles. Ils se réunissaient par exemple au Café Guerbois. Louis Anquetin peignit ainsi l’avenue en 1887, et Édouard Manet le restaurant Chez le père Lathuille.

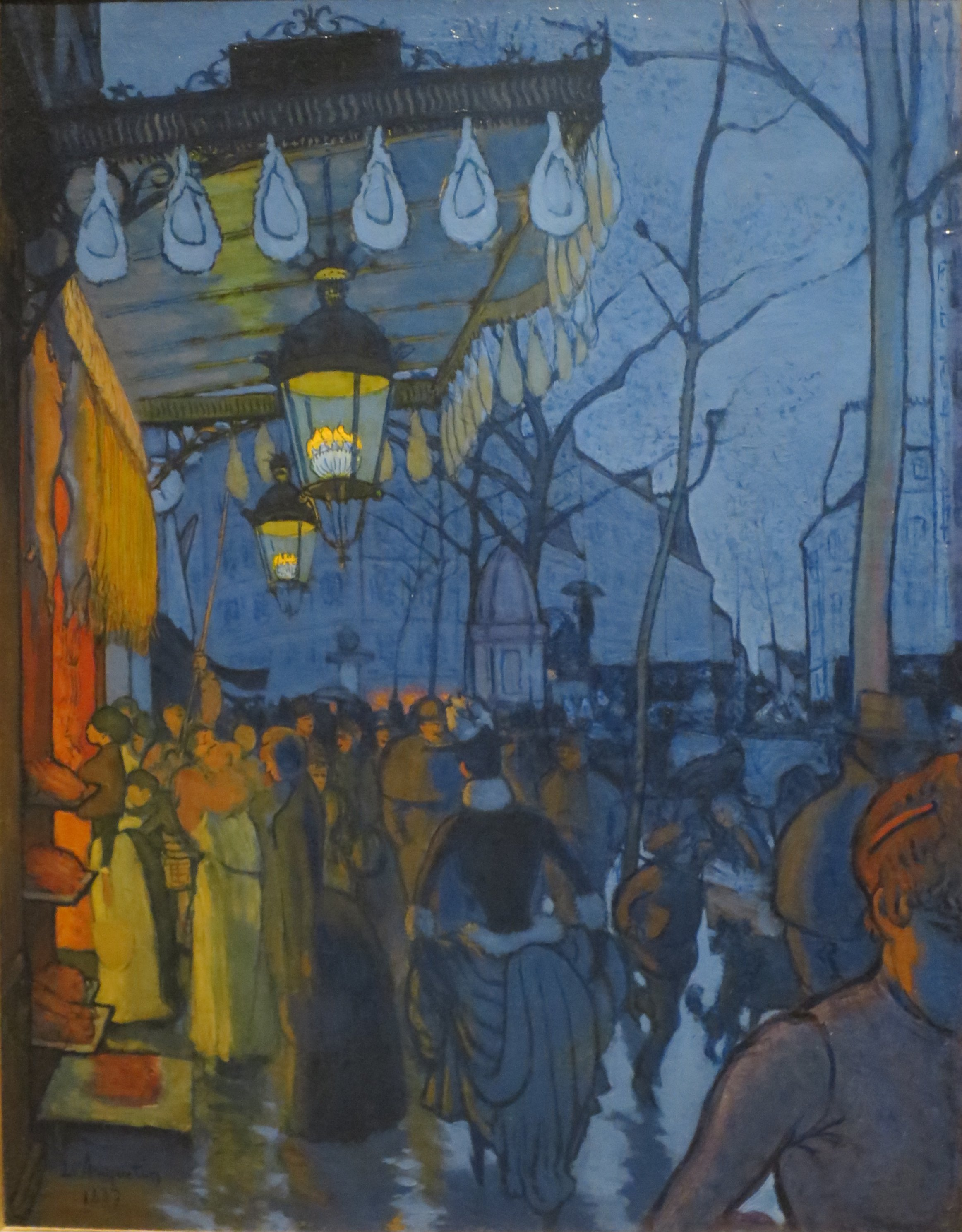
Louis Anquetin, Avenue de Clichy, cinq heures du soir (1887), Hartford, Wadsworth Atheneum.
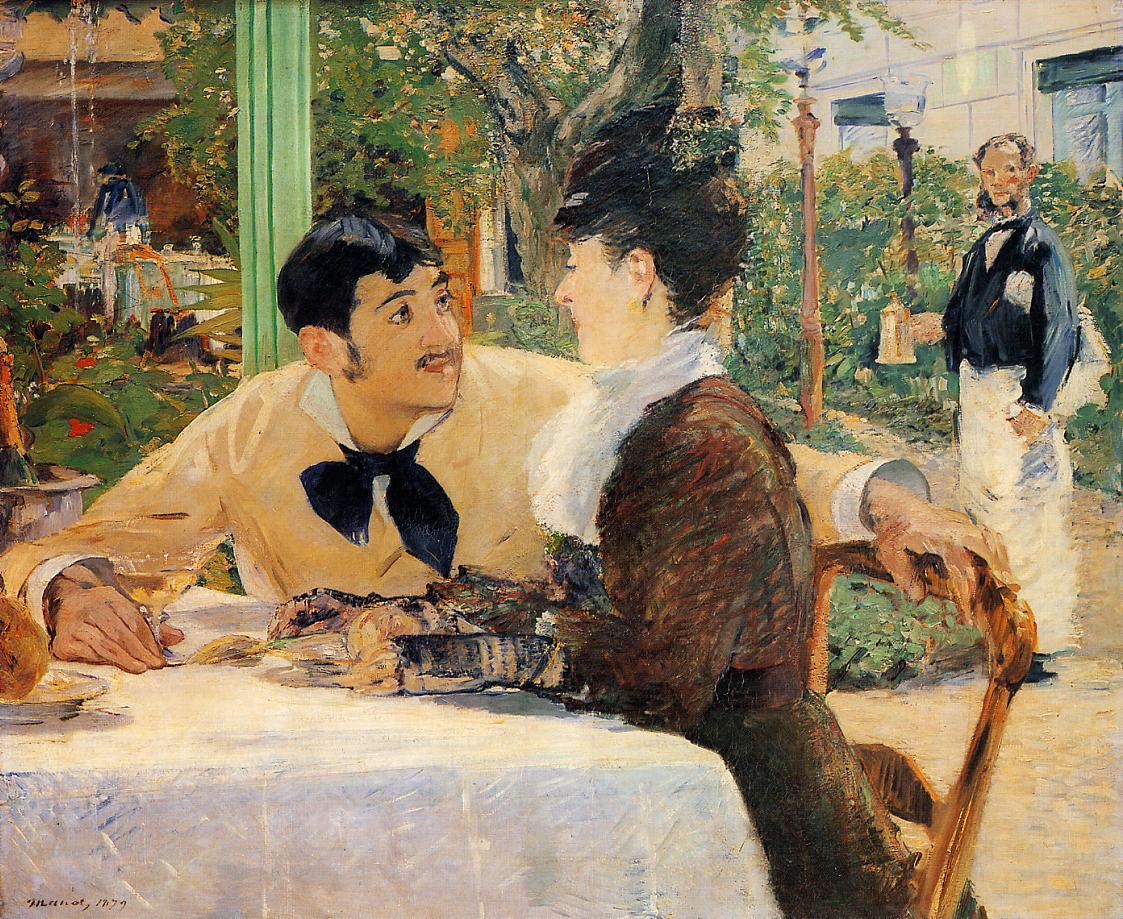
Édouard Manet, Chez le père Lathuille (1879), musée des beaux-arts de Tournai.